# Mr. Scruff
Mr. Scruff (pravým jménem Andy Carthy, narozený v Macclesfieldu v roce 1972) je britský hudebník, DJ a producent. Kreslil také ilustrace pro britské hudební magazíny, jako byl například Jockey Slut. V současnosti žije v Manchesteru a vystudoval Sheffield College of Art. Jeho domovským vydavatelstvím je londýnský nezávislý label Ninja Tune.
Mr. Scruff se od roku 1994 věnuje Djingu, a to nejprve v Manchesteru a jeho okolí, později po celé Británii. Pro jeho představení byla typická jejich až šestihodinová délka, eklektičnost ve výběru stylů a jeho vlastní animace, jimiž své Djské sety doprovázel.
V roce 1995 vydal Mr. Scruff svůj první singl Hocus Pocus a dva roky na to vyšlo na značce Pleasure Music jeho debutové album Mr. Scruff. Už v roce 1997 však přešel ke známému londýnskému nezávislému labelu Ninja Tune, kde vydal alba Keep It Unreal a Trouser Jazz.
Asi nejznámějším singlem se stala skladba Get a Move On, jenž se také objevila v řadě reklam (například u značek Volvo, Lincoln či France Télécom). Typickým pro Mr. Scruffa je, že se na jeho albech objevují skladby o rybách, velrybách a jiných mořských tvorech. Obaly alb si Mr. Scruff kreslí sám a i animované videoklipy k jeho skladbám z jeho obrázků čerpají.
V roce 2004 Mr. Scruff vytvořil první mixovanou kompilaci ze série Solid Steel. Vydavatelství Ninja tune počítá s tím, že Mr. Scruff namíchá také devátý díl této série. Čtvrté album tohoto autora by mělo být vydáno v roce 2009.

## Diskografie

### Alba
- Mr. Scruff (Pleasure Music, 1997)
- Keep It Unreal (Ninja Tune, 1999)
- Trouser Jazz (Ninja Tune, 2002)
- Mrs. Cruff (reedice, 2005)
- Ninja Tuna (Ninja Tune, 2009)
- Friendly Bacteria (Ninja Tune, 2014)

### Kompilace
- Heavyweight Rib Ticklers (DJ mix album, Unfold Recordings, 2002)
- Keep It Solid Steel Volume 1 (DJ mix album, Ninja Tune, 2004)
- Big Chill Classics (Resist Music, 2006)

### Singly a EP
- Hocus Pocus (Robs Records, 1995)
- The Frolic EP Part 1 (Pleasure Music, 1995)
- The Frolic EP Part 2 (Pleasure Music, 1996)
- Limbic Funk (Pleasure Music, 1996)
- Large Pies EP (Cup of Tea Records, 1997)
- Is it Worth it? (Grand Central Records, 1997)
- Pigeon (Echo Drop, 1997)
- Chipmunk / Fish / Happy Band (Ninja Tune, 1998)
- Get a Move on (Ninja Tune, 1999)
- Honeydew (Ninja Tune, 1999)
- Get a Move on / Ug (reedice, Ninja Tune, 2001)
- Beyond / Champion Nibble (Ninja Tune, 2002)
- Shrimp! (Ninja Tune, 2002)
- Sweetsmoke (Ninja Tune, 2002)
- Sweetsmoke Remixes (Ninja Tune, 2003)
- Giffin (Ninja Tune, 2003)
- Chicken in a Box / Spandex Man (limitovaná edice, Ninja Tune, 2005)
- Donkey Ride / Giant Pickle (Ninja Tune, 2008)